# Tihaljina (Grude, BiH)
Tihaljina je naseljeno mjesto u općini Grude, Federacija BiH, BiH.

## Ime
Naselje se prvi put spominje između 1475. i 1477., u arapskom tekstu, u obliku Tihaljina, i to kao jedno od naselja koja su "od davnina... bila baština... vojvode Dadoja". U hrvatskom tekstu spominje se prvi put 1599. godine, u množinskom obliku Tialjine, i to kao jedno od naselja u veljačkoj župi.
Rijeka koja teče kroz to naselje danas je u svojoj okolici poznata kao Rika ili Tijaljska rika. U prošlosti se, međutim, i ona spominje pod istim imenom pod kojim i naselje. Njezino se ime prvi put spominje 1774. godine, na karti priloženoj Fortisovu djelu "Viaggio in Dalmazia", i to u obliku Tijaljina, izvorno Tiaglina.
Imajući na umu da današnji pridjev tijaljski i imenice Tijaljčanin, Tijaljkuša i Tijaljkulja upućuju na osnovu Tijalj-, koja je u starije doba glasila Tihalj-, zaključuje se da se radi o mjesnom imenu koje je nastalo poimeničavanjem ženskoga posvojnoga pridjeva Tihaljina (lok. u Tihaljinoj) bez pomoći nastavka. Vjerojatno je puni oblik toga mjesnoga imena u starije doba glasio Tihaljina Vas (= Tihaljino Selo), odnosno Tihaljina rika, tako da se je govorilo npr. kuća u Tihaljinoj Vasi ili mlinice na Tihaljinoj rici. Težnja za pojednostavnjivanjem, koja je djelovala da npr. nekadašnja mjesna imena Imotski Grad i Ljubuški Grad zadobiju današnje oblike Imotski i Ljubuški, dovela je do pojave jednostavnijega, pridjevskoga oblika Tihaljina (kuća u Tihaljinoj, mlinice na Tihaljinoj...).
Imena Tihomil, Tihomir i Tihoslav, koja su na tome području morala biti uobičajena bar do Tridentskoga koncila u XVI. st., nekad od mila, bez sumnje, bila upotrebljavana u oblicima Tiha i Tiho. Tako dobivena imena od mila često se, s pomoću posebnih nastavaka, proširuju, pa se npr. imena Ika i Iko javljaju u proširenim oblicima Ikan, Ikać, Ikelja itd. Dakako, i imena Tiha i Tiho mogla su biti proširena. Ima potvrda da su u starije doba živjela u oblicima Tihan, Tihoč i Tihoje. Po imenu sela Tihotina Vas, koje se u XIV. i XVI. st. spominje u okolici današnjega Perušića u Lici, može se zaključiti da je to ime živjelo i u obliku Tihota. A upravo po mjesnom imenu Tihaljina smije se zaključivati da je živjelo i u obliku Tihalja.

## Položaj
Selo Tihaljina nalazi se u zapadnom dijelu Hercegovine, uz istoimenu rijeku. Danas je Tihaljina sastavni dio općine Grude i Zapadnohercegovačke županije (Bosna i Hercegovina). Tihaljini su najbliža veća naselja: Grude, Ljubuški i Široki Brijeg u sklopu Zapadnohercegovačke županije, te Imotski i Vrgorac iz susjedne Republike Hrvatske, prema kojima je kroz tijekove prošlosti bila usmjerena, a i danas je s tim gradskim središtima povezana kroz razne oblike društvenoga i privrednoga života; osobito s Ljubuškim i Imotskim i u novije vrijeme s općinskim središtem Grudama.

## Stanovništvo

### Popisi 1971. – 1991.
| Tihaljina          |                |                |                |
| godina popisa      | 1991.          | 1981.          | 1971.          |
| Hrvati             | 1821 (98,43 %) | 2207 (98,57 %) | 2384 (99,66 %) |
| Srbi               | 1 (0,05 %)     | 3 (0,13 %)     | 2 (0,08 %)     |
| Muslimani          | 0              | 0              | 0              |
| Jugoslaveni        | 0              | 15 (0,66 %)    | 3 (0,12 %)     |
| ostali i nepoznato | 28 (1,51 %)    | 14 (0,62 %)    | 3 (0,12 %)     |
| ukupno             | 1850           | 2239           | 2392           |

### Popis 2013.
| Tihaljina          |                |
| godina popisa      | 2013.          |
| Hrvati             | 1460 (99,59 %) |
| Srbi               | 0              |
| Bošnjaci           | 0              |
| ostali i nepoznato | 6 (0,41 %)     |
| ukupno             | 1466           |

## Poznate osobe
- fra Marko, hrvatski svećenik iz BiH, franjevac, Ramski mučenik
- Anđelko Mijatović, hrvatski povjesničar
- Zdravko Kordić, hrvatski književnik
- Zdenko Kordić, hrvatski znanstvenik iz BiH, rektor Sveučilišta u Mostaru (1992. – 1999.) i sveučilišni profesor
- Regina Milas, hrvatska časna sestra i mučenica